# IC 2546
IC 2546 је спирална галаксија у сазвјежђу Шмрк (Пумпа) која се налази на листи објеката дубоког неба у Индекс каталогу.
Деклинација објекта је - 33° 15' 43" а ректасцензија 10h 7m 5,0s. Привидна величина (магнитуда) објекта IC 2546 износи 14,8 а фотографска магнитуда 15,6. IC 2546 је још познат и под ознакама ESO 374-36, PGC 29407.